# ザ・ラグビーチャンピオンシップ2017
ザ・ラグビーチャンピオンシップ2017（2017 Rugby Championship、2017 TRC）は、2017年8月から10月にかけて開催された 南半球4か国のナショナルチームによる「ザ・ラグビーチャンピオンシップ」の第6回大会。主催はSANZAAR。北半球6か国代表によるシックス・ネイションズと並ぶ、強豪国リーグである。

## 概要
出典
相手国3チームと、ホームとアウェーを変えて2試合ずつ、計6試合を行い、勝ち点で順位を決める。
前回大会同様に、第1ラウンド・第2ラウンドを1週あけて実施し、2週間あけ、第3・第4ラウンドを1週間あけて実施する。また2週間あけて、第5・第6ラウンドを1週間あけて行った。

## 冠スポンサー
毎年、各国で冠スポンサーを設けており、今大会では以下のような大会名でも呼ぶ。
- 南アフリカ共和国：「キャッスルラガー・ラグビーチャンピオンシップ（The Castle Lager Rugby Championship）」[2]- キャッスルラガーは南アフリカのビール会社およびブランド。
- ニュージーランド：「インベステック・ラグビーチャンピオンシップ（The Investec Rugby Championship）」[3]- インベステックはイギリスと南アフリカを主な拠点とした金融会社。
- オーストラリア：「カストロールエッジ・ラグビーチャンピオンシップ（The Castrol Edge Rugby Championship）」[4] - カストロールエッジは自動車用オイルなどのブランド。
- アルゼンチン：「パーソナル・ラグビーチャンピオンシップ（The Personal Rugby Championship）」[5]- パーソナルはアルゼンチンの携帯電話キャリアおよび通信会社。

## 戦績
出典
| 順位 | 国               | 勝敗   | 勝敗 | 勝敗     | 勝敗 | 得点 | 得点 | 得点     | 3トライ差以上を獲得ボーナスポイント | 7点差以内の敗戦ボーナスポイント | 勝ち点合計 |
| 順位 | 国               | 試合数 | 勝ち | 引き分け | 負け | 得点 | 失点 | 得失点差 | 3トライ差以上を獲得ボーナスポイント | 7点差以内の敗戦ボーナスポイント | 勝ち点合計 |
| ---- | ---------------- | ------ | ---- | -------- | ---- | ---- | ---- | -------- | ----------------------------------- | ------------------------------- | ---------- |
| 1    | ニュージーランド | 6      | 6    | 0        | 0    | 246  | 119  | +127     | 4                                   | 0                               | 28         |
| 2    | オーストラリア   | 6      | 2    | 2        | 2    | 195  | 179  | +16      | 2                                   | 1                               | 15         |
| 3    | 南アフリカ共和国 | 6      | 2    | 2        | 2    | 152  | 170  | –18      | 1                                   | 1                               | 14         |
| 4    | アルゼンチン     | 6      | 0    | 0        | 6    | 110  | 235  | –125     | 0                                   | 0                               | 0          |

勝ち点の合計で優勝を競う。勝ち4点、引き分け2点、負け0点。相手より3トライ以上多く獲得で1点、7点差以内の負けで1点。

### 優勝・2国間トロフィー
| 優勝                       | ニュージーランド | 15回目 | 1996年トライネーションズからの通算             |                                     |
| ブレディスローカップ       | ニュージーランド |        | オーストラリアとニュージーランドとの対戦の勝者 | 3試合設定。2戦目2017年8月26日に決定 |
| マンデラチャレンジプレート | オーストラリア   |        | 南アフリカとオーストラリアとの対戦の勝者       | 2017年9月30日対戦で決定             |
| フリーダムカップ           | ニュージーランド |        | 南アフリカとニュージーランドとの対戦の勝者     | 2017年9月16日対戦で決定             |
| ピューマトロフィー         | オーストラリア   |        | アルゼンチンとオーストラリアとの対戦の勝者     | 2017年9月16日対戦で決定             |
| ウドゥン・スプーン         | アルゼンチン     | 5回目  | 最下位に与えられる不名誉な称号                 |                                     |

## 対戦詳細

### Round 1
| 2017年8月19日 20:00 AEST (UTC+10) | オーストラリア | 34–54    | ニュージーランド (1 BP) | スタジアム・オーストラリア, シドニー 観客数: 54,846人 レフリー: ウェイン・バーンズ (イングランド) |
| 2017年8月19日 20:00 AEST (UTC+10) | トライ: ロナ 51' c クリンドラニ 54' c ビール 60' c フォラウ 68' c コンバート: フォーリー (4/4) 52', 55', 61', 68' PK: フォーリー (2/2) 4', 15' | レポート | トライ: スクワイア 9' c イオアネ (2) 17' m, 20' c クロッティ (2) 24' c, 40' c ウィリアムズ 33' c マッケンジー 42' c Bスミス 47' c コンバート: Bバレット (7/8) 11', 21', 25', 34', 40', 44', 48' | スタジアム・オーストラリア, シドニー 観客数: 54,846人 レフリー: ウェイン・バーンズ (イングランド) |

| 2017年8月19日 17:05 SAST (UTC+02) | 南アフリカ共和国 | 37–15    | アルゼンチン                                                                                        | ネルソン・マンデラ・ベイ・スタジアム, ポート・エリザベス 観客数: 42,513人 レフリー: ロマン・ポワト (フランス) |
| 2017年8月19日 17:05 SAST (UTC+02) | トライ: Skosan 36' c Rhule 51' c コリシ 65' c デュトイ 71' c コンバート: ヤンチース (4/4) 37', 53', 66', 73' PK: ヤンチース (3/3) 11', 19', 48' | レポート | トライ: ランダホ 31' m ボフェッリ 58' c コンバート: エルナンデス (1/1) 59' PK: サンチェス (1/2) 44' | ネルソン・マンデラ・ベイ・スタジアム, ポート・エリザベス 観客数: 42,513人 レフリー: ロマン・ポワト (フランス) |

### Round 2
| 2017年8月26日 19:35 NZST (UTC+12) | ニュージーランド | 35–29    | オーストラリア (1 BP)                                                                                                 | フォーサイス・バー・スタジアム, ダニーデン 観客数: 27,085人 レフリー: ナイジェル・オーウェンズ (ウェールズ) |
| 2017年8月26日 19:35 NZST (UTC+12) | トライ: イオアネ 21 c Aスミス 40' c Bバレット (2) 60' c, 77' c Bスミス 70' c コンバート: Bバレット (5/5) 22', 40', 62', 72', 78' | レポート | トライ: フォラウ 1' m フーパー 10' c フォーリー 14' m ゲニア 66' m ビール 76' c コンバート: フォーリー (2/5) 11', 76' | フォーサイス・バー・スタジアム, ダニーデン 観客数: 27,085人 レフリー: ナイジェル・オーウェンズ (ウェールズ) |

Notes:
- ニュージーランドがブレディスローカップを防衛。

| 2017年8月26日 16:30 AST (UTC-3) | アルゼンチン | 23–41    | 南アフリカ共和国 (1 BP) | Estadio Padre Ernesto Martearena, サルタ 観客数: 17,435人 レフリー: パスカル・ガウゼル (フランス) |
| 2017年8月26日 16:30 AST (UTC-3) | トライ: Moyano 27' c モローニ 58' c コンバート: エルナンデス (1/1) 28' サンチェス (1/1) 59' PK: ボフェッリ (2/2) 3', 60' エルナンデス (1/1) 43' | レポート | トライ: コリシ (2) 19' c, 48' c ヤンチース 38' c PT 56' デュプレア 77' c コンバート: ヤンチース (4/4) 20', 38', 48', 79' PK: ヤンチース (2/4) 27', 71' | Estadio Padre Ernesto Martearena, サルタ 観客数: 17,435人 レフリー: パスカル・ガウゼル (フランス) |

### Round 3
| 2017年9月9日 19:35 NZST (UTC+12) | (1 BP) ニュージーランド | 39–22    | アルゼンチン | Yarrow Stadium, ニュープリマス 観客数: 22,118人 レフリー: アンガス・ガードナー (オーストラリア) |
| 2017年9月9日 19:35 NZST (UTC+12) | トライ: [ネヘ・ミルナー＝スカッダー\|ミルナー スカッダー]] 7' m ライナートブラウン 17' m ダグ 36' m Fifita 50' c マッケンジー 62' c Bバレット 77' c コンバート: ソポアンガ (3/3) 52', 64', 79' PK: ソポアンガ (1/2) 69' | レポート | トライ: サンチェス 40' c コンバート: サンチェス (1/1) 40' PK: サンチェス (2/3) 13', 49' ボフェッリ (2/2) 24', 42' ドロップ: サンチェス (1/1) 28' | Yarrow Stadium, ニュープリマス 観客数: 22,118人 レフリー: アンガス・ガードナー (オーストラリア) |

| 2017年9月9日 18:00 AWST (UTC+08) | オーストラリア                                                                                                | 23–23    | 南アフリカ共和国                                                                                                | パース・オーバル, パース 観客数: 17,528人 レフリー: Glen Jackson (ニュージーランド) |
| 2017年9月9日 18:00 AWST (UTC+08) | トライ: ビール 26' c ポロタナウ 46' c コンバート: フォーリー (2/2) 28', 47' PK: フォーリー (3/3) 7', 40', 69' | レポート | トライ: Jeクリエル 24' c マークス 58' c コンバート: ヤンチース (2/2) 26', 59' PK: ヤンチース (3/3) 3', 53', 67' | パース・オーバル, パース 観客数: 17,528人 レフリー: Glen Jackson (ニュージーランド) |

Notes:
- オーストラリアと南アフリカの引き分けは、2001年以来。

### Round 4
| 2017年9月16日 19:35 NZST (UTC+12) | (1 BP) ニュージーランド | 57–0     | 南アフリカ共和国 | ノース・ハーバー・スタジアム, Albany 観客数: 30,021人 レフリー: ナイジェル・オーウェンズ (ウェールズ) |
| 2017年9月16日 19:35 NZST (UTC+12) | トライ: イオアネ 16' c ミルナー スカッダー (2) 20' c, 52' m Sバレット 33' c レタリック 36' c トゥウンガファシ 63' c ソポアンガ 73' c テイラー 80' c コンバート: Bバレット (7/8) 18', 21', 35', 37', 64', 74', 80' PK: Bバレット (1/1) 13' | レポート |                  | ノース・ハーバー・スタジアム, Albany 観客数: 30,021人 レフリー: ナイジェル・オーウェンズ (ウェールズ) |

Notes:
- 南アフリカ共和国代表にとって、テストラグビーでの最大の敗北であり、2002年のイングランド戦で記録した50点差を上回った。
- 前回大会でニュージーランド代表に42点差で負けた記録を上回った。
- ニュージーランドがフリーダムカップを防衛。

| 2017年9月16日 20:00 AEST (UTC+10) | (1 BP) オーストラリア | 45–20    | アルゼンチン                                                                                              | キャンベラ・スタジアム, キャンベラ 観客数: 14,229人 レフリー: John Lacey (アイルランド) |
| 2017年9月16日 20:00 AEST (UTC+10) | トライ: フォラウ (2) 28' c, 54' c ケプ 48' c ゲニア 71' c フィップス 73' c ウエレセ 80' c コンバート: フォーリー (6/6) 30', 49', 54', 73', 75', 80' PK: フォーリー (1/1) 5' | レポート | トライ: ランダホ 22' c モローニ 77' c コンバート: サンチェス (2/2) 23', 78' PK: サンチェス (2/3) 14', 35' | キャンベラ・スタジアム, キャンベラ 観客数: 14,229人 レフリー: John Lacey (アイルランド) |

Notes:
- オーストラリアはピューマトロフィーを防衛した。

### Round 5
| 2017年9月30日 17:05 SAST (UTC+02) | 南アフリカ共和国 | 27–27    | オーストラリア | フリーステイト・スタジアム, ブルームフォンテーン 観客数: 33,805人 レフリー: ベン・オキーフ (ニュージーランド) |
| 2017年9月30日 17:05 SAST (UTC+02) | トライ: Dreyer 17' c サーフォンテイン 42' c Skosan 48' c コンバート: ヤンチース (3/3) 17', 43', 50' PK: ヤンチース (2/3) 25', 69' | レポート | トライ: フォラウ 10' c コロインベテ (2) 45' c, 55' c コンバート: フォーリー (3/3) 11', 46', 57' PK: Foley (2/2) 22', 34' | フリーステイト・スタジアム, ブルームフォンテーン 観客数: 33,805人 レフリー: ベン・オキーフ (ニュージーランド) |

Notes:
- オーストラリアがマンデラチャレンジプレートを保持した。

| 2017年9月30日 19:30 AST (UTC-03) | アルゼンチン                                                                      | 10–36    | ニュージーランド (1 BP) | エスタディオ・ホセ・アマルフィターニ, ブエノスアイレス 観客数: 30,140人 レフリー: ヤコ・ペイパー (南アフリカ共和国) |
| 2017年9月30日 19:30 AST (UTC-03) | トライ: レギサモン 52' c コンバート: サンチェス (1/1) 54' PK: サンチェス (1/1) 4' | レポート | トライ: リード (2) 6' m, 26' c マッケンジー 15' c ナホロ 19' c ハヴィリ 80' c コンバート: Bバレット (4/5) 16', 20', 27', 80' PK: Bバレット (1/1) 3' | エスタディオ・ホセ・アマルフィターニ, ブエノスアイレス 観客数: 30,140人 レフリー: ヤコ・ペイパー (南アフリカ共和国) |

### Round 6
| 2017年10月7日 17:05 SAST (UTC+02) | (1 BP) 南アフリカ共和国 | 24–25    | ニュージーランド | ニューランズ・スタジアム, ケープタウン 観客数: 47,342人 レフリー: ジェローム・ガルセス (フランス) |
| 2017年10月7日 17:05 SAST (UTC+02) | トライ: Cronjé 44' c デュプレア 63' c マークス 77' c コンバート: ヤンチース (2/2) 44', 78' ポラード (1/1) 65' PK: ヤンチース (1/2) 9' | レポート | トライ: クロッティ 31' m イオアネ 58' c マッケンジー 68' c コンバート: ソポアンガ (2/2) 59', 70' PK: Bバレット (1/1) 11' ソポアンガ (1/2) 75' | ニューランズ・スタジアム, ケープタウン 観客数: 47,342人 レフリー: ジェローム・ガルセス (フランス) |

Notes:
- ニュージーランドはブレディスローカップを防衛した。

| 2017年10月7日 19:30 AST (UTC-03) | アルゼンチン                                                                                                | 20–37    | オーストラリア (1 BP) | エスタディオ・マルビナス・アルヘンティナス, メンドーサ 観客数: 30,256人 レフリー: マシュー・ライナル (フランス) |
| 2017年10月7日 19:30 AST (UTC-03) | トライ: アレマノ 24' c ゴンサレス 56' c コンバート: サンチェス (2/2) 25', 57' PK: サンチェス (2/2) 29', 37' | レポート | トライ: コロインベテ 19' m ホッジ (2) 33' m, 76' c フォーリー 51' c ゲニア 60' c コンバート: フォーリー (3/5) 52', 62', 78' PK: フォーリー (2/5) 14', 70' | エスタディオ・マルビナス・アルヘンティナス, メンドーサ 観客数: 30,256人 レフリー: マシュー・ライナル (フランス) |

## 放送
- WOWOW - 「南半球4カ国対抗戦 ザ・ラグビーチャンピオンシップ2017」[6]